# HBO 캡틴 미드나잇 전파납치 사건

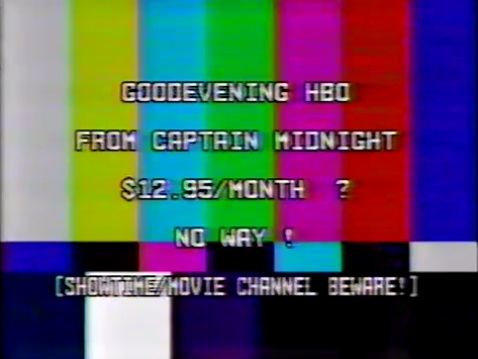
전파납치 당시 화면

HBO 캡틴 미드나잇 전파납치 사건은 1986년 미국의 전기 기술자 존 맥두걸이 HBO 채널의 전파를 훔쳐서 HBO 방송사에게 항의를 표현한 사건이다.

## 사건 개요
HBO 채널에서 프로그램이 방송되고 있었는데, 화면이 지직거리면서 항의 글이 띄워졌다.
캡틴 미드나잇이 보냅니다. 좋은 저녁입니다. HBO, 한달 요금이 12.95 달러라고요? 절대 안 돼! 쇼타임/무비 채널도 조심하십시오!

이 항의글은 2분 45초간 띄어졌다.

### 전파 납치 이유
존 맥두걸이 전파를 납치하여 항의를 한 이유는, HBO는 당시에 '홈 디시' 고객들에게는 12.95달러, '디스크램블러'고객들에게 395달러를 받은 요금 정책이 있었는데, HBO가 갑자기 홈 디시 고객들에게 디스크램블러로 바꾸라는 강요를 했다. 존 맥두걸은 홈 디시 이용자였는데, 이런 이유때문에 전파납치를 한 것이다.또한 이렇게 항의를 한 다른 이유는 원래 마음에 안 들었다는 설도 있다

### 결과
존 맥두걸은 미국 연방통신위원회에게 검거되어 징역 1년과 벌금 5000달러를 선고받았다.

## 같이 보기
- 전파 납치